# Estadio Benito Villamarín
Estadio Benito Villamarín is een stadion in het Spaanse Sevilla, waar voetbalclub Real Betis haar thuiswedstrijden speelt. Het stadion is gebouwd in 1929 en is gerenoveerd in 1974, 1979 en in 2000. Het stadion biedt plaats aan 60.720 toeschouwers. De beruchte interland Spanje – Malta op 21 december 1983, uitslag 12–1, vond hier plaats.

## WK interlands
| № | Datum        | Wedstrijd                | Uitslag | Competitie                | Toeschouwers |
| - | ------------ | ------------------------ | ------- | ------------------------- | ------------ |
| 1 | 18 juni 1982 | Brazilië – Schotland     | 4 – 1   | WK 1982 1e Groepsfase (F) | 47.379       |
| 2 | 23 juni 1982 | Brazilië – Nieuw-Zeeland | 4 – 0   | WK 1982 1e Groepsfase (F) | 43.000       |

Santiago Bernabeu (Madrid) · Vicente Calderón (Madrid) · Camp Nou (Barcelona) · Sarrià (Barcelona) · Balaídos (Vigo) · Riazor (A Coruña) · El Molinón (Gijón) · Carlos Tartiere (Oviedo) · Nuevo (Elche) · José Rico Pérez (Alicante) · San Mamés (Bilbao) · José Zorrilla (Valladolid) · Luis Casanova (Valencia) · La Romareda (Zaragoza) · Ramón Sánchez Pizjuán (Sevilla) · Benito Villamarín (Sevilla) ·  La Rosaleda (Málaga)
Anoeta (Real Sociedad) ·
Balaídos (Celta de Vigo) ·
Benito Villamarín (Real Betis) ·
Olympisch Stadion Lluís Companys (FC Barcelona) ·
De la Cerámica (Villarreal CF) ·
Ciutat de València (Levante UD) ·
Coliseum Alfonso Pérez (Getafe CF) ·
El Sadar (CA Osasuna) ·
Martínez Valero (Elche CF) ·
Mendizorrotza (Deportivo Alavés) ·
Mestalla (Valencia CF) ·
Nuevo Los Cármenes (Granada CF) ·
Ramón de Carranza (Cádiz CF) ·
Ramón Sánchez Pizjuán (Sevilla FC) ·
RCDE Stadium (RCD Espanyol) ·
San Mamés (Athletic Bilbao) ·
Santiago Bernabéu (Real Madrid CF) ·
Vallecas (Rayo Vallecano) ·
Visit Mallorca Estadi (RCD Mallorca) ·
Estadio Wanda Metropolitano (Atlético Madrid)
Anduva (CD Mirandés) ·
Anxo Carro (CD Lugo) ·
Butarque (CD Leganés) ·
Can Misses (UD Ibiza) ·
Estadio Carlos Tartiere (Real Oviedo) ·
Cartagonova (FC Cartagena) ·
El Alcoraz (SD Huesca) ·
El Molinón (Sporting Gijón) ·
El Plantío (Burgos CF) ·
El Toralín (SD Ponferradina) ·
Fernando Torres (CF Fuenlabrada) ·
Gran Canaria (UD Las Palmas) ·
Heliodoro Rodríguez López (CD Tenerife) ·
Ipurua (SD Eibar) ·
José Luis Orbegozo (Real Sociedad B) ·
José Zorrilla (Real Valladolid) ·
Juegos Mediterráneos (UD Almería) ·
La Romareda (Real Zaragoza) ·
La Rosaleda (Málaga CF) ·
Montilivi (Girona FC) ·
Santo Domingo (AD Alcorcón) ·
Urritxe (SD Amorebieta)